# Kelsey Museum of Archaeology

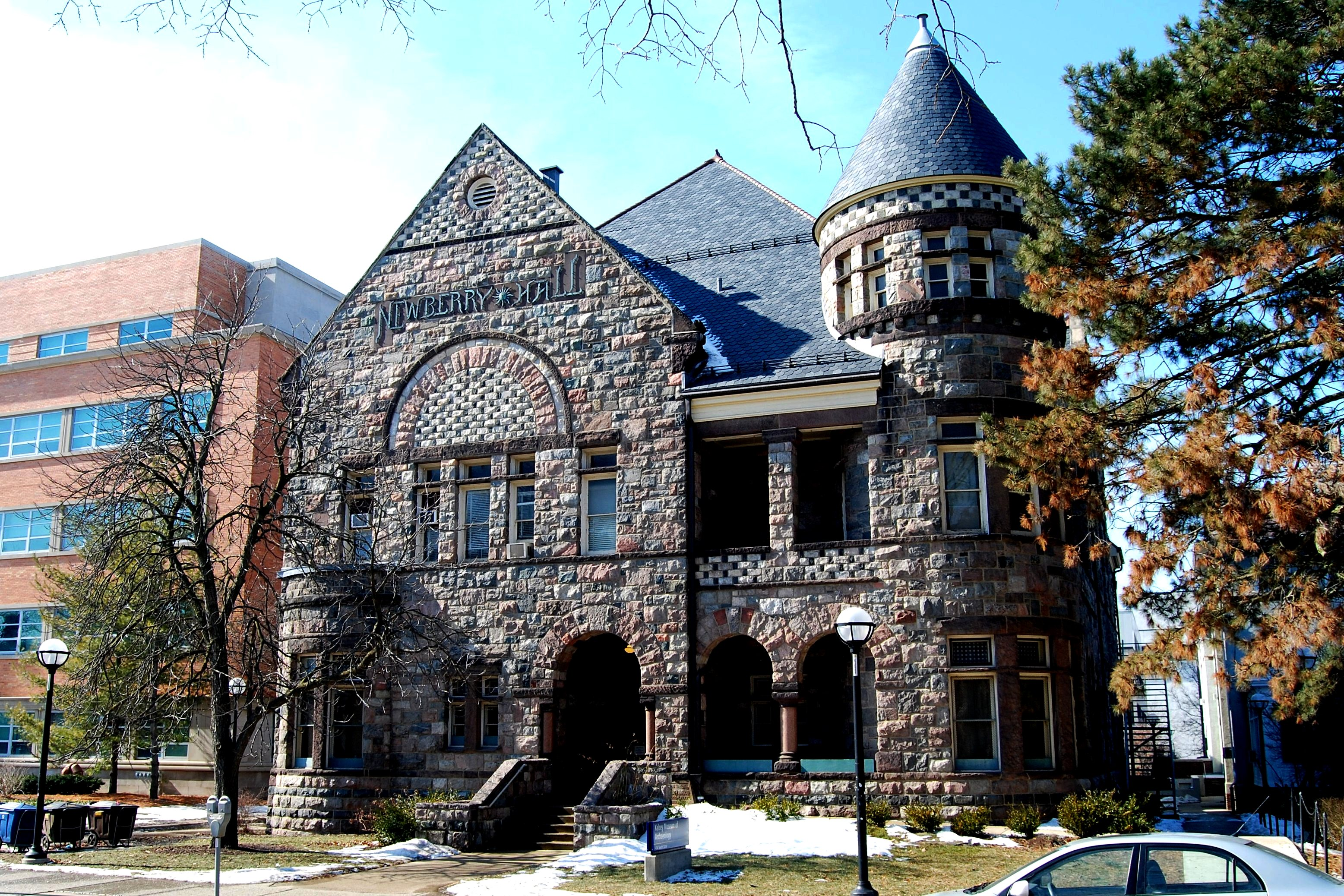
Kelsey Museum of Archaeology in der Newberry Hall

Das Kelsey Museum of Archaeology ist ein amerikanisches Museum für archäologische Funde in Ann Arbor, das zur University of Michigan gehört.

## Geschichte
Das Museum entstand 1929 aus der Sammlung von Francis W. Kelsey (1858–1927), Professor für Latein an der University of Michigan. Als klassischer Archäologe organisierte und leitete Kelsey die erste Ausgrabung durch Altertumswissenschaftler der University of Michigan im Nahen Osten. Er organisiert auch danach weitere Ausgrabungen, darunter in Antiochia in Pisidien, Karthago und Karanis. Bis heute führt das Kelsey Museum Grabungen durch, diese sind in das Curriculum der Archäologiestudenten der Universität integriert. Weitere bekannte Grabungsorte der Vergangenheit waren das Katharinenkloster auf Sinai (1958–1965) und Seleukeia im heutigen Irak (1927–1932 und 1936–1937).
Die Sammlung wurde nach Kelseys Tod ab 1929 in der Newberry Hall gezeigt, die seit 1972 im National Register of Historic Places unter Denkmalschutz steht. Newberry Hall wurde 1892 für die Students Christian Association erbaut, die das Gebäude ab 1928 an die Universität zur Ausstellung der archäologischen Sammlung vermietete. 1937 wurde das Gebäude dann von der Universität gekauft. 1953 wurde das Museum offiziell nach Francis W. Kelsey als dem Gründer der archäologischen Universitätssammlung benannt. Zwischen 2003 und 2009 wurde dem Gebäude ein neuer Flügel mit einer Grundfläche von 1.900 m² hinzugefügt, in dem seitdem Teile der Sammlung gezeigt werden. In Newberry Hall finden nun Wechselausstellungen statt, daneben befinden sich dort Veranstaltungs- und Büroräume.
Die Sammlung des Museums besteht aus mehr als 100.000 Artefakten, die zeitlich von der Vor- und Frühgeschichte bis zum Mittelalter reichen und zumeist aus der antiken griechischen und römischen Kultur sowie aus dem vordynastischen und griechisch-römischen Ägypten stammen. Ungefähr zwei Drittel der Artefakte entstammen eigenen Grabungen, während ein Drittel durch Ankäufe und Schenkungen in die Sammlung gelangte.
Kelsey begann seine Sammlung zu Lehrzwecken 1893 mit einem Ankauf von 108 Objekten (Lampen, Vasen u. a.) von dem Geistlichen Alfred Louis Delattre (1850–1932), der Ausgrabungen bei Karthago durchführte. Im selben Jahr erwarb Kelsey noch mehr als 1.000 weitere Artefakte von Händlern rund um das Mittelmeer. Dazu kamen mehrere tausend antike Münzen aus Schenkungen an die Universität. Kelsey setzte seine Sammlungstätigkeit bis zu seinem Tod 1927 fort und erwarb in dieser Zeit unter anderem Ton- und Gebrauchsgegenstände, Terrakotta-Figuren, ägyptische Grabsteine und griechische Schriftrollen aus Ägypten. 1925 beauftragte er einen italienischen Maler mit der Anfertigung von Kopien der Wandgemälde aus der Mysterienvilla in Pompeji als Aquarelle. Die Aquarelle sind fast im Maßstab 1:1 ausgeführt und werden heute in einem speziell klimatisierten Raum des Museums gezeigt. 1924 begann mit der ersten Grabung der University of Michigan ein neuer Abschnitt in der Geschichte der Sammlung: mehr als 45.000 Objekte in der Sammlung stammen aus den Grabungen in Karanis aus der griechisch-römischen Zeit Ägyptens. Bis etwa 1965 wurden der Sammlung durch Grabungen neue Artefakte hinzugefügt. Seitdem hat sich durch einen veränderten Umgang mit Funden, wie er sich auch in der UNESCO-Konvention gegen illegalen Handel mit Kulturgut von 1970 zeigt, der Schwerpunkt der Neuerwerbungen auf Fotodokumentationen verlagert. Grabungen werden weiterhin durchgeführt, Funde verbleiben jedoch im Herkunftsland.